# Mark Reynolds (żeglarz)
Mark Jeffrey Reynolds (ur. 2 listopada 1955 w San Diego), amerykański żeglarz sportowy, trzykrotny medalista olimpijski.
Startował w klasie Star. Brał udział w czterech igrzyskach (IO 88, IO 92, IO 96, IO 00), na trzech zdobywał medale. W 1988 wspólnie z Haroldem Haenelem zajął drugie miejsce, cztery lata później triumfowali. W 2000 ponownie zwyciężył, tym razem partnerował mu Magnus Liljedahl. W 2000 obaj zostali wybrani żeglarzem roku przez Międzynarodową Federację Żeglarską. W 1995 i 2000 zdobywał tytuł mistrza świata w klasie Star, był również srebrnym medalistą tej imprezy (1988, 1996, 1997), brązowym w 1991.